# Baculoviridae
A Baculoviridae a vírusok egyik családja. Gazdaszervezetei különböző ízeltlábúak: lepkék, legyek, hártyásszárnyúak vagy tízlábú rákok; főleg azok lárvái. Több mint 600 fajt képesek megfertőzni. Emlőssejtekben nem szaporodnak. A családban négy nem és összesen 49 faj található.
A bakulovírusokat a 30-as évek óta használják a növényi kártevők elleni biológiai védekezésben.  

## Felfedezésük és hasznosításuk
A bakulovírusok okozta betegségek első írásos említése 1527-ből származik, amikor az olasz Marco Girolamo Vida püspök egy verében a selyemhernyók "sorvadásos betegségéről" írt. 1856-ban Maestri és Cornalia beteg selyemhernyók sejtjeiben fénytörő testeket látott mikroszkóppal, ami valószínűleg a bakulovírus polihedronja (az összeállt vírustömeget védő proteinburok) volt. A 20. század elején bebizonyították a betegség vírusos eredetét, az 1930-as évektől kezdődően pedig elkezdték használni őket a mezőgazdasági kártevők elleni vegyszermentes védekezésben. Kanadában az európai eredetű, erdőkárosító Gilpinia hercyniae növényevő darazsat sikerült teljesen kiirtani a Finnországból behozott kórokozóval; Brazíliában pedig a szóját károsító hernyók ellen alkalmaztak sikeresen bakulovírusokat. Az 1990-es években a rovarokból származó sejtkultúrákba a bakulovírusok segítségével vittek be idegen géneket, amelyek fehérjéi kutatási és orvostudományi (humán és állategészségügyi) célokat szolgálnak. A H5N1 madárinfluenza elleni vakcina is bakulovírus-vektor segítségével készült. Újabban, megfelelő genetikai átalakítás után emlőssejtekbe is képesek géneket bevinni.

## Szerkezetük
A bakulovírusok kapszidja pálcika formájú, lipidmembránnal borított; hossza 250-300 nanométer, átmérője 30-60 nm. Genomjuk 80-180 ezer bázispár hosszú kettős szálú DNS. Az egyik legrészletesebben tanulmányozott faj, az Autographa californica többkapszidos nukleopolihedrovírus (angol rövidítéssel AcMNPV), amelyet egy lucernán élő lepkefajból izoláltak. Ennek a fajnak 134 ezer bázispárból áll a genomja, amely 154 gént (nyitott leolvasási keretet) tartalmaz. A gének közül megemlítendő az, amelyik az apoptózist gátló p35 proteint kódolja, amely leállítja a vírusfertőzés elleni védelmet biztosító programozott sejthalált. 

## Életciklusuk

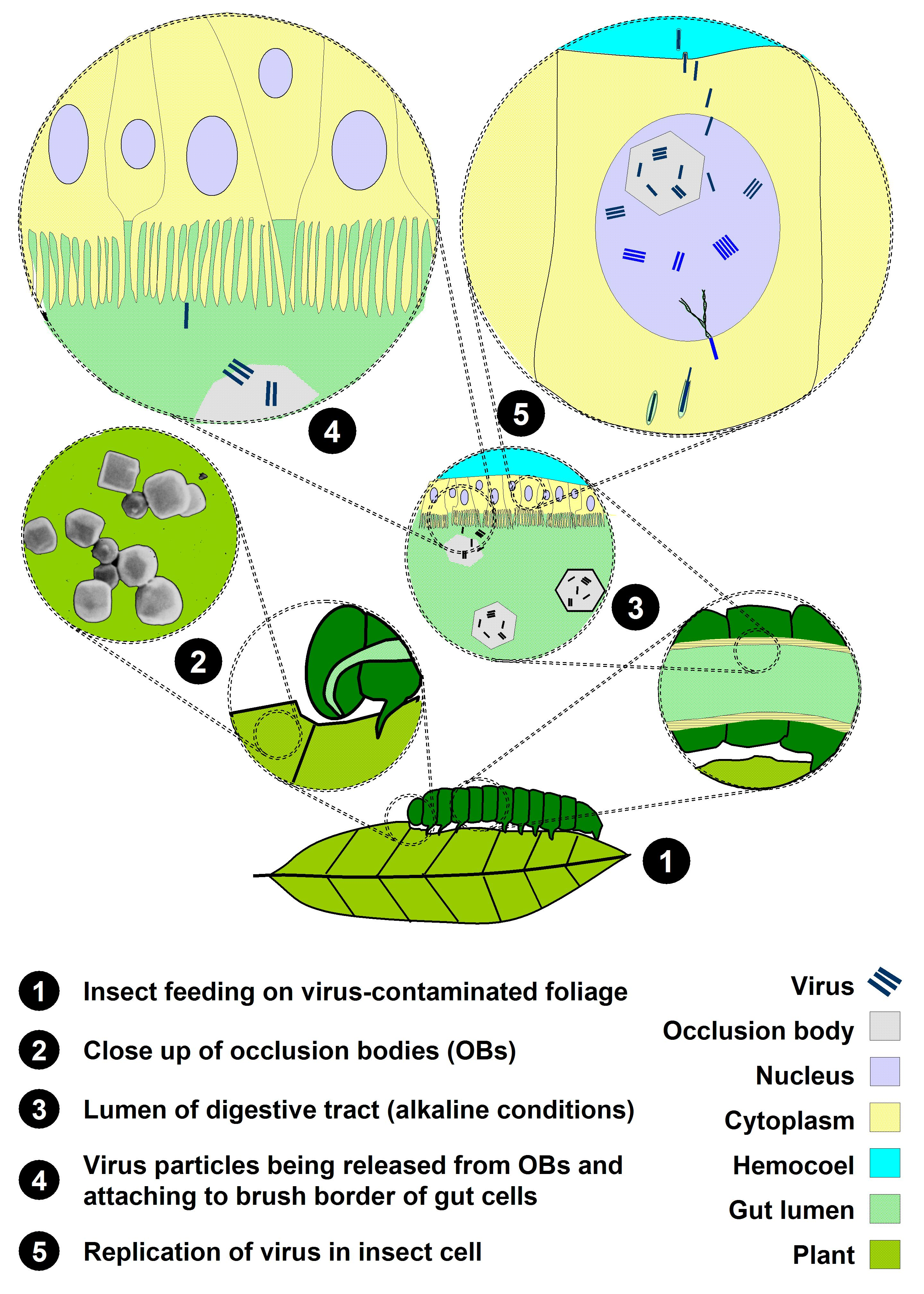
Bakulovírus életciklusa

A bakulovírusok sajátossága, hogy két formájuk is létezik. Az egyedek közötti fertőzésért a kristályszerű, sokszor sokszögletes (polihedron) alakú "összecsomagolt" változat felelős, amely sok víruskapszidot tartalmaz, melyeket egy proteinből álló mátrix fog össze és védelmez a környezeti hatásokkal szemben. A rovar vagy hernyója a táplálékkal együtt megeszi a polihedront, amely az emésztőrendszere lúgos közegében szétesik, az egyedi vírusok kiszabadulnak és a bél epiteliális sejtjeihez tapadva, endocitózissal bekerülnek a sejt belsejébe. A genomot tartalmazó nukleokapszid a sejt transzportmechanizmusai segítségével a sejtmagba vándorol. A genom másolása és a virális mRNS-ek átírása a sejtmagban történik.
Ekkor keletkezik a vírus másik formája, a genomot magába foglaló nukleokapszid, amely bimbózással kiszabadul a sejtből (a folyamat nem jár a sejt pusztulásával) és közben a sejtmembránból lipidburkot szerez be. A bimbózó forma felelős a szervezeten belül a sejtről sejtre történő fertőzésekért.
A fertőzés legvégén jönnek létre az új "csomagolt" formák, amelyek már a sejtmagmembránból szerzik be a lipidburkot és nagy, fénymikroszkóppal is látható tömegekké állnak össze, amely megölik a gazdasejtet. A tömeges sejtpusztulás miatt a hernyók elsorvadni látszanak.

## Fordítás
- Ez a szócikk részben vagy egészben  a   Baculoviridae című angol Wikipédia-szócikk ezen változatának fordításán alapul.  Az eredeti cikk szerkesztőit annak laptörténete sorolja fel. Ez a jelzés csupán a megfogalmazás eredetét és a szerzői jogokat jelzi, nem szolgál a cikkben szereplő információk forrásmegjelöléseként.